# Taková normální rodinka
Taková normální rodinka je československý komediální televizní seriál vzniklý v produkci Československé televize, která jej také v letech 1971–1972 vysílala. Osmidílný seriál natočil podle scénáře Fan Vavřincové režisér Jaroslav Dudek. Seriál, označovaný za první český sitcom, pojednává o příhodách čtyřgenerační rodiny, která žije v jednom rodinném domě. Na Takovou normální rodinku volně navazuje seriál Rodinka z roku 2011 (a jeho filmová verze z roku 2010), v roce 2008 byl také natočen filmový reboot Taková normální rodinka.

## Příběh
V jednom rodinném domě spolu žijí zástupci čtyř generací rodiny Cilky a Oldřicha Hanákových: kromě manželů to jsou jejich dvě dcery Pavla a Káča, Pavlin manžel Petr a jejich malí synové-dvojčata, kterým nikdo neřekne jinak než „raubíři“. Doplňuje je babička, tedy Cilčina matka, která se považuje za spisovatelku detektivek, ačkoliv žádný její román vydán nebyl. Káča přivede domů představit své rodině svého snoubence Zdeňka, i když se sama bojí, že prazvláštní rodinka jejího přítele odradí.

## Obsazení

### Hlavní role
- Dana Medřická jako Cilka Hanáková, maminka. Vynikající kuchařka, která s oblibou a pořád zpívá operní árie, protože v mládí chtěla být operní zpěvačkou.
- Marie Rosůlková jako babička, matka Cilky. Dokáže vyřešit všechny problémy své rodiny. Jako amatérská autorka detektivek, které nikdo nikdy nevydal, si zkouší na rodince nanečisto vraždy, které chce zakomponovat do svých příběhů.
- Jana Štěpánková jako Pavla, starší dcera Cilky a Oldřicha. Vášnivě cvičí jógu a má napilno staráním se o dvojčata-raubíře.
- Zdeněk Řehoř jako Oldřich Hanák, tatínek, manžel Cilky. Železničář, který miluje všechno zvířectvo a doma chová želvy Poldinky a myši Lucinky.
- Jaromír Hanzlík jako Zdeněk Tumlíř, přítel Káči. Pracuje jako botanik v ústavu.
- Eduard Cupák jako Petr, manžel Pavly. Nejraději čte noviny, jí nebo spí, také se umí brilantně vyhnout všem povinnostem a domácím pracím.
- Daniela Kolářová jako Kateřina „Káča“ Hanáková, mladší dcera Cilky a Oldřicha. Mladá a čerstvě zamilovaná slečna, která pracuje na OPBH.
- Jiří Hybš jako Pavel, dvojče-raubíř, syn Pavly a Petra
- Václav Hybš jako Petr, dvojče-raubíř, syn Pavly a Petra

### Vedlejší role
- Jiřina Šejbalová jako Otýlie Krásná, Zdeňkova tetička. Postarší movitá, zato však nerudná příbuzná, která rodinku obtěžuje častými návštěvami a do všeho strká nos.
- Jiřina Bohdalová jako Květuška Lichá
- Oldřich Nový jako Jan Koníček, účetní, nápadník tetičky. Starý noblesní pán, nesnáší však hudbu a proto v něm zůstává hluboký otřes z bývalé snoubenky z muzikální rodiny.
- Jaroslav Moučka jako Hamouzek, malíř pokojů

## Produkce
Režisér Jaroslav Dudek přinesl po dokončení televizní inscenace Legenda o zabití (Dietlově adaptaci románu Zabijačka od Magdy Szabóové) jejím hercům humornou povídku Fan Vavřincové. Využil přitom studia, které zůstalo po Legendě volné. Obsazení zůstalo obdobné, ansámbl z vinohradského divadla se přesunul z maďarské hry do nové komedie. Zdeněk Řehoř a Dana Medřická ztvárnili v obou dílech ústřední manželkou dvojici, jejich televizní děti Jana Štěpánková a Jaromír Hanzlík si zahráli v nové veselohře dceru a zetě, z Legendy přešli také Marie Rosůlková a Eduard Cupák. Pro veselohru byla do role mladší dcery Káči obsazena Daniela Kolářová a postavy nejmladších raubířů si zahráli Jiří a Václav Hybšovi, synové Václava Hybše. Hudbu složil Luboš Fišer.
Komedie s názvem Taková normální rodinka byla v roce 1971 vytvořena jako samostatný televizní příběh, ale po velkém diváckém úspěchu napsala Vavřincová dalších sedm pokračování. Děj všech příběhů byl zasazen do velké obývací haly v rodinné vile, postavy a situace celé rodinky byly o trochu bláznivější než běžných rodin. Těmito postupy přiblížili autoři seriál klasickým americkým televizním komediím, a aniž by to věděli, vytvořili tak první český sitcom. Když scenáristka později herce lépe poznala, často pouze popisovala děj bez dialogů, které si herci vytvářeli sami.
Role malíře pokojů ve druhém díle byla původně určena pro Pavla Landovského, ten ovšem upadl v nemilost komunistického režimu a musel být přeobsazen. Malíře Hamouzka si tak zahrál Jaroslav Moučka, s nímž musely být již dokončené scény přetočeny. Vavřincová také napsala postavu účetního Koníčka přímo pro Oldřicha Nového, kterého znala ze svého filmového debutu Eva tropí hlouposti. Nový ze zdravotních důvodů už veřejně nevystupoval, ovšem díky této známosti jej přemluvila k jednorázovému návratu k herectví; pro Nového to byla poslední role před kamerami.
Seriál ukončili po osmi dílech v roce 1972 sami tvůrci, když na ně byl činěn nátlak na jeho přizpůsobení politické linii vládnoucího režimu: raubíři náhle museli být pionýry, tatínek Petr se chystal odjet na Kubu, tedy do spřátelené ciziny.

## Vysílání
Seriál Taková normální rodinka uvedla Československá televize na I. programu od března 1971 do srpna 1972. První díl, původně samostatná komedie (název „Ženich“ dostala epizoda až dodatečně), měl premiéru 13. března 1971., Zbytek seriálu byl uváděn od 12. února 1972 přibližně v měsíční periodě, takže závěrečná osmá část byla odvysílána 25. srpna 1972. Seriál byl zařazen do večerního vysílání v hlavním vysílacím čase, začátky jednotlivých dílů o délce od 35 do 55 minut se pohybovaly v rozmezí 20.00–20.25 hod.
Celý seriál vydala na DVD poprvé v roce 2006 společnost DiViDi ve spolupráci s Českou televizí.

### Seznam dílů
| Č. v seriálu | Název                          | Režie          | Scénář         | Datum premiéry    |
| ------------ | ------------------------------ | -------------- | -------------- | ----------------- |
| 1            | Taková normální rodinka Ženich | Jaroslav Dudek | Fan Vavřincová | 13. března 1971   |
| 2            | Před svatbou                   | Jaroslav Dudek | Fan Vavřincová | 12. února 1972    |
| 3            | Po svatbě                      | Jaroslav Dudek | Fan Vavřincová | 11. března 1972   |
| 4            | Výročí                         | Jaroslav Dudek | Fan Vavřincová | 8. dubna 1972     |
| 5            | Ženich pro tetičku             | Jaroslav Dudek | Fan Vavřincová | 5. května 1972    |
| 6            | Škola manželů                  | Jaroslav Dudek | Fan Vavřincová | 1. července 1972  |
| 7            | Záletník                       | Jaroslav Dudek | Fan Vavřincová | 29. července 1972 |
| 8            | Dáreček                        | Jaroslav Dudek | Fan Vavřincová | 25. srpna 1972    |

## Přijetí
V komentáři v deníku Lidová demokracie autor při hodnocení prvního dílu coby samostatné komedie pochválil scénář Fan Vavřincové (neboť podle něj „z paradoxu skutečného stavu věcí a předstírání jiného vytěžila autorka dostatek humorných komických i ztřeštěných scén, aby pobavila diváky i nastavila zrcadlo každé škrobenosti a přepjatosti, společenskému pokrytectví a předstírání“), režii Jaroslava Dudka, „citlivě vyvažující realismus i nadsázku“, i herecké výkony. Jan Kliment v Rudém právu uvedl, že to byla „docela dobrá zábava ze dvou třetin“, neboť očekávaná pointa úvodní hry „neoplývala už nápaditostí“. Diváci Takovou normální rodinku přijali s nadšením a díky množství dopisů, které do Československé televize přišlo, mohlo neplánovaně vzniknout dalších sedm dílů.
Zdenka Silanová kritizovala v týdeníku Tvorba druhý díl. Podle ní i přes pobavení diváků a kvalitní herecké výkony byl jeho scénář „jakoby mozaikou, sestavenou z drobných humorných situací, ovšem bez ohledu na výsledný obraz“. Epizodě dle Silanové dominovala postava malíře pokojů a komika jeho despotismu a nevkusu, ostatní problematika ovšem zůstala zcela v pozadí. Komentář v Rudém právu po třetím dílu uvedl, že „autorka […] nakupila řadu anekdot a nápadů, někdy dobrých, někdy […] už méně“. Jeho autor si povšiml, že se Taková normální rodinka stále více oddaluje od skutečného života a „mění se v grotesku jen pro pobavení“. Hodnocení po skončení seriálu vyslovilo v listu Tvorba úlevu, že nastal konec, a zároveň pochybnost „o dramaturgické koncepci podobných pořadů“. Jako jediný klad uvedlo komickou nadsázku, jinak ale litovalo „zbytečné práce talentovaných herců“, neboť seriál podle autora textu neznamenal „přínos ani současné televizní veselohře, ani společenské parodii, natož kvalitní zábavě“.

## Související díla
V roce 1991 vydala Fan Vavřincová knižní verzi seriálu s názvem Taková normální rodinka, které v roce 2008 doplnila pokračováním Taková normální rodinka se vrací.
Scenárista a režisér Patrik Hartl napsal a v roce 2008 natočil volně na motivy románu celovečerní film Taková normální rodinka, jenž jako reboot využívá stejné postavy zasazené do odlišného prostředí. Volné pokračování původního seriálu, včetně návratu části herců, natočil režisér Dušan Klein pod názvem Rodinka. Seriál měl premiéru v roce 2011, nicméně již na konci roku 2010 byl v kinech promítán jeho stejnojmenný celovečerní sestřih.